# 15 del Pegàs
15 del Pegàs (15 Pegasi) és un estel de la constel·lació del Pegàs. Té magnitud aparent +5,53 i s'hi troba a 90 anys llum de distància del sistema solar.
15 del Pegàs és un estel blanc-groc, possiblement subgegant, de tipus espectral F6IV-V. No gaire diferent de Syrma (ι Virginis), té una temperatura efectiva de 6.316 ± 64 K. Lluix amb una lluminositat 4,2 vegades superior a la lluminositat solar. El seu diàmetre angular, de 0,565 segons d'arc, permet estimar el seu radi, sent aquest un 70% més gran que el del Sol. Gira sobre si mateixa amb una velocitat de rotació projectada de 7 km/s. Mostra un contingut metàl·lic notablement inferior al solar ([Fe/H] = -0,63). A més del ferro —l'abundància relativa del qual és una quarta part de l'existent en el Sol—, níquel i titani són igualment escassos. Altres elements procedents de captura neutrònica com itri i bari mostren igual tendència.
15 del Pegàs té una massa un 10% major que la massa solar i la seva edat s'estima entre 3.300 i 4.840 milions d'anys. Malgrat el seu baix contingut metàl·lic, la seva cinemàtica indica que, com el Sol, és un estel del disc fi.